# Giovanni Antonio Mari

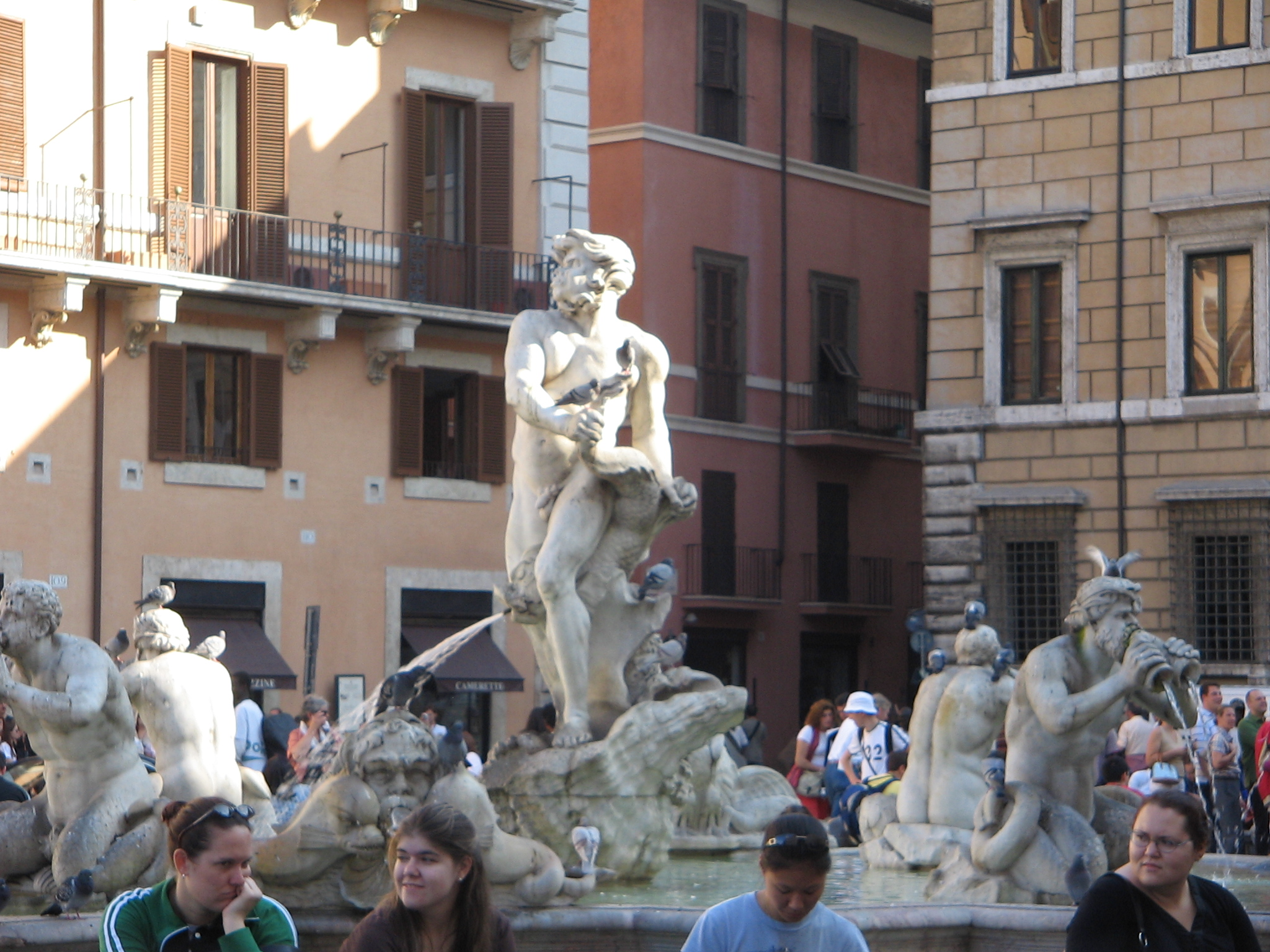
Fontana del Moro, Piazza Navona (1654).

Giovanni Antonio Mari, född omkring 1630/1631 i Rom, död 1661 i Rom, var en italiensk skulptör under högbarocken. Han var elev till Giovanni Lorenzo Bernini.
Mari, som var aktiv i Rom från 1650, utförde ett flertal skulpturer ritade av Bernini. Han skulpterade centralgestalten på Fontana del Moro på Piazza Navona efter en bozzetto av Bernini.

## Skulpturer i Rom (urval)
- Fontana del Moro, Piazza Navona (1653)
- Rättvisan, Gravmonument över kardinal Domingo Pimentel, Santa Maria sopra Minerva (omkring 1654)
- Den heliga Cecilia, Santa Maria del Popolo (1655)
- Den heliga Ursula, Santa Maria del Popolo (1655)
- Tapperheten, Cappella Caetani, Santa Pudenziana (1668)

## Bilder

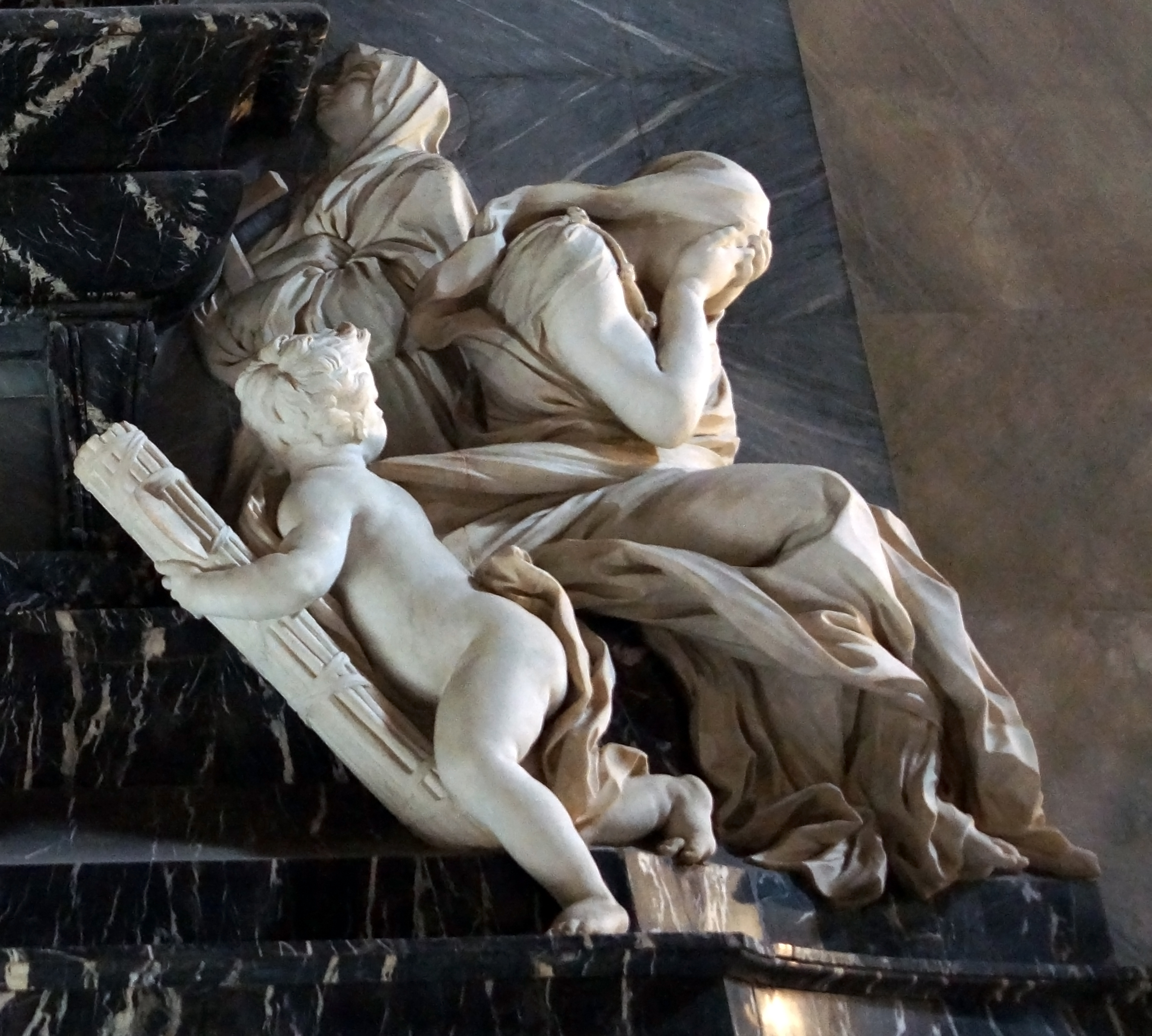
Rättvisan (med ansiktet i händerna) beledsagad av en putto bärande fasces. I bakgrunden skulpturen Tron av Ercole Ferrata.